# Anadevidia agramma
Anadevidia agramma là một loài bướm đêm trong họ Noctuidae.